# Glenford
Glenford är en ort (village) i Perry County i Ohio. Vid 2010 års folkräkning hade Glenford 173 invånare.